# Peter II av Jugoslavien
Peter II av Jugoslavien, född 6 september 1923 i Belgrad, död 3 november 1970 i Denver, Colorado, USA. Han tillhörde huset Karadjordjevic och var kung av Jugoslavien från 9 oktober 1934 till 29 november 1945. Han var son till Alexander I av Jugoslavien och Marie av Rumänien.

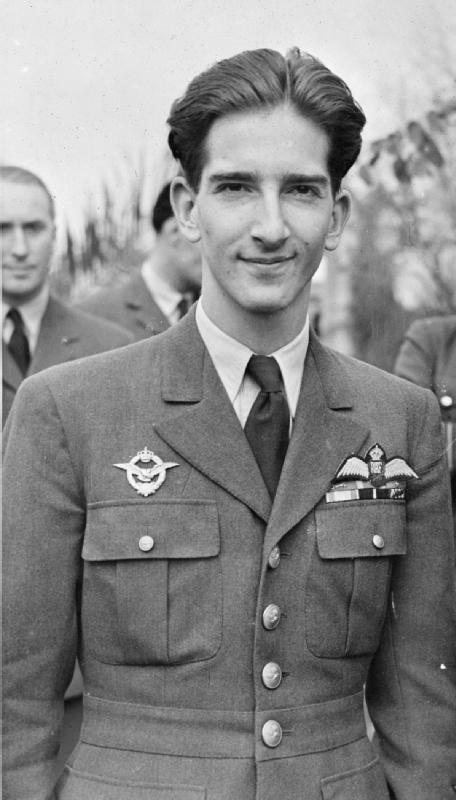
Peter II i Storbritannien 1944.

## Biografi
Peter var endast 11 år gammal när hans far blev mördad och under hans minderårighet styrdes Jugoslavien av prinsregenten Paul av Jugoslavien, som var kusin till Alexander I. 1941 störtades den tyskvänlige Paul och Peter II besteg tronen. Detta ledde till att axelmakterna invaderade Jugoslavien och Peter tvingades fly, först till Kairo och sedan till London. Från London ledde han den jugoslaviska exilregeringen. Då Jugoslavien 1945 blev en socialistisk stat, avsattes han av Josip Broz Tito. Peter II abdikerade aldrig och under hela sitt återstående liv såg han sig som Jugoslaviens rättmätige kung.
Han var senare bosatt i USA. Han avled 1970 efter en misslyckad levertransplantation efter att ha lidit av skrumplever under flera år, han blev 47 år gammal.
Peter gifte sig den 20 mars 1944 med Alexandra av Jugoslavien (född 25 mars 1921, död 30 januari 1993), som var dotter till kung Alexander I av Grekland och Aspasia Manos.

## Barn
1. Alexander (född 27 juli 1945; kronprins)

## Utmärkelser
- Sankt Savaorden
- Riddare av Annunziataorden
- Storbritanniska Johanniterorden
- Frälsarens orden
- Hederslegionen
- Storkorsriddare av Sankt Mauritius och Sankt Lazarusorden
- Karageorgevitjs stjärnas orden
- Storkorsriddare av Italienska kronorden
- Vita örns orden
- Gyllene sporrens orden

[Redigera Wikidata]